# Lasioglossum albobarbatum
Lasioglossum albobarbatum är en biart som först beskrevs av Cockerell 1937.  Lasioglossum albobarbatum ingår i släktet smalbin, och familjen vägbin. Inga underarter finns listade i Catalogue of Life.